# 龙战士II 使命之子
《龙战士II 使命之子》是一款由卡普空公司制作的角色扮演类游戏。本游戏最初于1994年12月2日在日本地区超级任天堂发行。游戏后移植至Game Boy Advance。本游戏是龙战士系列第二作。
《龙战士II 使命之子》是一款传统的角色扮演类游戏。與前作相同，主角都是名為「龍」的少年，女主角中則有名為「妮娜」的飛翼族少女，並成為系列作的慣例。
《龙战士II 使命之子》在日本地区发行与索尼PlayStation的发行位于同一周。本作日本版本在其第一周发行创造了第七大最高销售记录，共售出89700份。

## 概要
本作為《龍戰士》的續篇，以前作500年後的世界為舞台。與前作相同，每位角色都有自己的特技，在迷宮或地圖場景、戰鬥時都能產生特定作用好推進冒險進程。
由於有著隊伍中沒有特定同伴就無法通過的特定迷宮，加上有真結局要素，以及只記載在攻略本或網路上的事件資訊，讓這款遊戲中有著許多無理的初見殺事件而難以通關。
與前作由四人共同為遊戲作曲不同，這次遊戲內的樂曲皆由竹原裕子一人負責。
Game Boy Advance版本可利用主機之間的連線功能進行道具交換、在遊戲中增加了快跑功能，以及對小遊戲的難易度做出了調整，還修改了原版中部份過激的台詞。